# (3379) Oishi
(3379) Oishi es un asteroide perteneciente al cinturón de asteroides, descubierto el 6 de octubre de 1931 por Karl Wilhelm Reinmuth desde el Observatorio de Heidelberg-Königstuhl, Alemania.

## Designación y nombre
Designado provisionalmente como 1931 TJ1. Fue nombrado Oishi en honor al astrónomo japonés Hideo Oishi.